# Caterina (téléfilm)

Caterina est un téléfilm français réalisé par Gérard Herzog, à partir de la pièce de théâtre de Félicien Marceau, diffusé le samedi 21 décembre 1963 sur la première Chaîne de RTF.

## Distribution
- Emmanuelle Riva : Caterina
- Robert Etcheverry : Lorenzo
- Jacques François : Giorgio
- Jean-Michel Serreau : Malipiero
- Suzel Cuffre : Fosca
- Michel Vitold : le roi

## Sources
- Télé 7 Jours, n°196 du 21 décembre 1963